# Arbrissel
Arbrissel település Franciaországban, Ille-et-Vilaine megyében. Lakosainak száma 270 fő (2022. január 1.). Arbrissel Visseiche, Moussé, Rannée és Retiers községekkel határos.

## Népesség
A település népességének változása:
| Lakosok száma | 219  | 232  | 223  | 252  | 290  | 299  | 306  | 313  | 299  | 270  |
|               | 1968 | 1982 | 1990 | 2006 | 2013 | 2015 | 2017 | 2019 | 2020 | 2022 |